# Andrea Vendrame
Andrea Vendrame (født 20. juli 1994 i Conegliano) er en italiensk cykelrytter, som i øjeblikket kører for UCI WorldTeam Decathlon AG2R La Mondiale Team.
I maj 2018 blev han navngivet på startlisten for Giro d'Italia.

## Grand Tour
| Grand Tour      | 2018 | 2019 | 2020 | 2021 | 2022 | 2023 |
| --------------- | ---- | ---- | ---- | ---- | ---- | ---- |
| Giro d'Italia   | 90   | 55   | 50   | 50   | 55   | DNF  |
| Tour de France  | —    | —    | —    | —    | —    |      |
| Vuelta a España | —    | —    | —    | —    | DNF  |      |

| —   | Deltog ikke     |
| DNF | Afsluttede ikke |
| IP  | Løb i gang      |